# Pinstripe Bowl 2015
Match précédent Match suivant
Le Pinstripe Bowl 2015 est la 6e édition du Pinstripe Bowl, match annuel d'après saison régulière de football américain de niveau universitaire joué après la saison régulière de 2015, le 26 décembre 2015 au Yankee Stadium situé dans le quartier du Bronx à New York.
Le match est retransmis par ESPN et son pay-out est de 2 M.US$ par équipe. Il met en présence les équipes des Hoosiers de l'Indiana issus de la Big Ten Conference et des Blue Devils de Duke issus de la Atlantic Coast Conference.
Le match est sponsorisé par New Era Cap Company et est officiellement dénommé le New Era Pinstripe Bowl 2015. Il débute vers 15:30 heure locale et est retransmis en télévision sur ABC.

## Présentation du match
| Équipes | Conférences               | Entraîneurs     | Stats. saison rég. |
| --- | ------------------------- | --------------- | ------------------ |
| Hoosiers de l'Indiana                                                                                      | Big Ten                   | Kevin Wilson    | 6-6                |
| Blue Devils de Duke                                                                                        | Atlantic Coast Conference | David Cutcliffe | 7-5                |
| Arbitre : Chris Coyte (Pac-12 Conference) Équipe donnée favorite par les bookmakers : Indiana à 2 contre 1 |                           |                 |                    |

Il s'agit de la 4e rencontre entre ces deux équipes. Indiana mène les statistiques avec 2 victoires pour 1 défaite. Le dernier match s'est déroulé en 1984 et a vu la victoire de Duke sur le score de 31 à 24.
On surveillera particulièrement le duel entre QB Nate Sudfeld des Hoosiers d’Indiana, et S Jeremy Cash des Blue Devils de Duke.

### Hoosiers de l'Indiana
Indiana possède la meilleure attaque de la Conférence Big Ten (36.2 points inscrits en moyenne par match) mais aussi sa plus mauvaise défense (37.1 points accordés en moyenne par match). L'attaque est emmenée par QB Nate Sudfeld (3 184 yards, 24 TDs, 5 int. en 2015).
Avec un bilan global en saison régulière de 6 victoires et 6 défaites, Indiana est éligible et accepte l'invitation pour participer au Pinstripe Bowl de 2015.
Ils terminent 5e de la East Division de la Conférence Big Ten derrière #6 Michigan State, #4 Ohio State, #12 Michigan et Penn State, avec un bilan en division de 2 victoires et 6 défaites.
Ils ne sont pas classés dans les classements CFP, AP et Coaches
Il s'agit de leur 1er apparition au Pinstripe Bowl.
C'est aussi leur 10e bowl de leur histoire (3 victoires pour 6 défaites) et leur premier depuis l'Insight Bowl de 2007 (défaite 49 à 33 contre les Cowboys d'Oklahoma State. Leur dernière victoire date du Copper Bowl de 1991 (24 à 0 contre les Bears de Baylor).

### Blue Devils de Duke
La défense est emmenée par le senior All-American S Jeremy Cash, l’âme et le cœur de la défense des Blue Devils. L'attaque est emmenée par le dual-threat QB Thomas Sirk (2 461 yards, 15 TDs, 6 int. et 654 yards au sol, 6 TDs en 2015).
Avec un bilan global en saison régulière de 7 victoires et 5 défaites, Duke est éligible et accepte l'invitation pour participer au Pinstripe Bowl de 2015.
Ils terminent 4e de la Coastal Division de l'Atlantic Coast Conference derrière #15 North Carolina, Pittsburgh, Miami, avec un bilan en division de 4 victoires et 4 défaites.
À l'issue de la saison 2015, ils n'apparaissent pas dans les classements CFP , AP et Coaches.
Il s'agit de leur 1er apparition au Pinstripe Bowl.
C'est leur 12e bowl d'après saison (3 victoires pour 8 défaites), et leur 4e consécutif (leur meilleur et seule série). Leur dernière victoire en bowl date de 54 ans, soit au Cotton Bowl Classic de 1961 lorsqu'ils avaient battu les Razorbacks de l'Arkansas 7 à 6. Il s'agira aussi du 2e bowl consécutif contre une équipe de la Conférence Big Ten (défaite 34 à 20 contre Wisconsin lors du Hall of Fame Bowl de 1995).

## Résumé du match
Coup d'envoi à 15:36 heure locale, fin à 19:20 pour un temps de jeu global de 03:44 heures
Température de 52 °F (11 °C ), vent d'Est de 6 miles à l'heure, temps couvert.
| QT          | Temps       | Drive       | Drive       | Drive       | Équipe      | Description de l'action | Score | Score |
| QT          | Temps       | Jeux        | Yards       | TDP         | Équipe      | Description de l'action | IND   | DUKE  |
| ----------- | ----------- | ----------- | ----------- | ----------- | ----------- | --- | ----- | ----- |
| 1           | 09:48       | 13          | 45          | 04:15       | DUKE        | FG de 52 yards par kicker Ross Martin | 0     | 3     |
| 1           | 01:16       | 1           | 85          | 00:14       | DUKE        | Touchdown à la suite d'une course de 85 yards par RB Shaun Wilson + 1 point de conversion par kicker Ross Martin                                     | 0     | 10    |
| 2           | 06:56       | 10          | 78          | 03:25       | IND         | Touchdown de 27 yards par WR Luke Timian à la suite d'une réception de passe de QB Nate Sudfeld + 1 point de conversion par kicker Griffin Oakes     | 7     | 10    |
| 2           | 01:25       | 6           | 53          | 02:00       | IND         | Touchdown à la suite d'une course de 17 yards par RB Devine Redding + 1 point de conversion par kicker Griffin Oakes                                 | 14    | 10    |
| 2           | 01:00       | 2           | 73          | 00:25       | DUKE        | Touchdown à la suite d'une course de 73 yards par QB Thomas Sirk + 1 point de conversion par kicker Ross Martin                                      | 14    | 17    |
| 2           | 00:03       | 7           | 49          | 00:57       | IND         | FG de 45 yards par kicker Griffin Oakes | 17    | 17    |
| 3           | 11:00       | 10          | 59          | 04:00       | DUKE        | FG de 34 yards par kicker Ross Martin | 17    | 20    |
| 3           | 07:11       | 8           | 59          | 03:49       | IND         | Touchdown de 3 yards par WR Nick Westbrook à la suite d'une réception de passe de QB Nate Sudfeld, + 1 point de conversion par kicker Griffin Oakes  | 24    | 20    |
| 3           | 05:25       | 3           | 19          | 00:54       | DUKE        | Touchdown de 10 yards par TE Braxton Deaver à la suite d'une réception de passe de QB Thomas Sirk, + 1 point de conversion par kicker Ross Martin    | 24    | 27    |
| 3           | 01:20       | 6           | 65          | 01:52       | IND         | Touchdown à la suite d'une course de 10 yards par RB Alex Rodriguez + 1 point de conversion par kicker Griffin Oakes                                 | 31    | 27    |
| 4           | 11:12       | 7           | 43          | 01:42       | IND         | FG de 27 yards par kicker Griffin Oakes | 34    | 27    |
| 4           | 10:55       | –           | –           | –           | DUKE        | Touchdown à la suite d'un retour de kickoff de 98 yards par RB Shaun Wilson + 1 point de conversion par kicker Ross Martin                           | 34    | 34    |
| 4           | 04:03       | 5           | 82          | 02:04       | IND         | Touchdown de 25 yards par WR Mitchell Paige à la suite d'une réception de passe de QB Nate Sudfeld, + 1 point de conversion par kicker Griffin Oakes | 41    | 34    |
| 4           | 00:41       | 13          | 78          | 03:22       | DUKE        | Touchdown à la suite d'une course de 5 yards par QB Thomas Sirk + 1 point de conversion par kicker Ross Martin                                       | 41    | 41    |
| ET          | –           | 4           | 7           | –           | DUKE        | FG de 36 yards par kicker Ross Martin | 41    | 44    |
| Score final | Score final | Score final | Score final | Score final | Score final | Score final | 41    | 44    |

## Statistiques
| Statistiques par Équipes               | Statistiques par Équipes | Statistiques par Équipes |
| Statistiques                           | IND                      | DUKE                     |
| -------------------------------------- | ------------------------ | ------------------------ |
| 1er downs                              | 33                       | 23                       |
| Conversion de 3e Down                  | 10/20                    | 7/19                     |
| Conversion de 4e Down                  | 1/3                      | 1/3                      |
| Jeux–yards                             | 99 jeux pour 667 yards   | 86 jeux pour 536 yards   |
| Yards à la course                      | 47                       | 46                       |
| Yards à la passe                       | 278                      | 373                      |
| Passes : Réussies-Tentées-Interceptées | 28/52, 2 int.            | 17/40, 3 int.            |
| Réussite en zone rouge/chances         | 4/5                      | 3/4                      |
| TD                                     | 5                        | 5                        |
| Field Goals                            | 2/4                      | 3/3                      |
| Sack réussi (Nombre-Yards gagné)       | 1/4                      | 0/0                      |
| Fumbles (Nombre/Perdus)                | 1/1                      | 0/0                      |
| Pénalités (Nombre/Yards perdus)        | 7/54                     | 5/61                     |
| Temps de possession                    | 31:27                    | 28:33                    |

| Meilleur Joueur (MVP) | Meilleur Joueur (MVP) | Meilleur Joueur (MVP) | Meilleur Joueur (MVP) |
| --------------------- | --------------------- | --------------------- | --------------------- |
| Nom                   | Équipe                | Poste                 |                       |
| Thomas Sirk           | Duke                  | QB                    |                       |
| Shaun Wilson          | Duke                  | RB                    |                       |

| Statistiques Individuelles | Statistiques Individuelles | Statistiques Individuelles                           |
| -------------------------- | -------------------------- | ---------------------------------------------------- |
| Quaterbacks                |                            |                                                      |
| IND                        | Nate Sudfeld               | 28/51, 2 interceptions, 389 yards, 3 TDs             |
| DUKE                       | Thomas Sirk                | 17/37, 2 interceptions, 163 yards, 1 TD, 1 sack subi |
| Meilleurs Coureurs         |                            |                                                      |
| IND                        | Devine Redding             | 35 courses pour 227 yards, 1 TD                      |
| DUKE                       | Thomas Sirk                | 20 courses pour 155 yards, 2 TDs                     |
| Meilleurs Receveurs        |                            |                                                      |
| IND                        | Mitchell Paige             | 11 réceptions pour 95 yards et 1 TD                  |
| DUKE                       | Max McCaffrey              | 4 réceptions pour 42 yards                           |
| Meilleurs Tackleurs        |                            |                                                      |
| IND                        | Clyde Newton               | 7 tacles en solo et 8 assistes                       |
| DUKE                       | Deondre Singleton          | 6 tacles en solo et 6 assistes                       |